# París-Niza 2013
La 71ª edición de la París-Niza se disputó desde el 3 hasta el 10 de marzo de 2013. 
La competición contó con una prólogo inicial y 7 etapas, sumando un total de 1.174,5 km de recorrido. Comenzó en el norte de Francia, en Houilles (Isla de Francia) en las cercanías de París y recorrió las regiones de Centro, Auvernia, Ródano-Alpes y Provenza-Alpes-Costa Azul hasta el final en Niza.
Formó parte del UCI WorldTour 2013, calendario ciclístico de máximo nivel mundial, siendo la segunda carrera de dicho circuito.
El ganador final fue Richie Porte (quien además se hizo con la etapa reina y la última etapa cronoescalada). Le acompañaron en el podio Andrew Talansky (vencedor de la clasificación de los jóvenes) y Jean-Christophe Péraud, respectivamente.
En las otras clasificaciones secundarias se impusieron Sylvain Chavanel (puntos), Johann Tschopp (montaña) y Katusha (equipos).

## Equipos participantes
Tomaron parte en la carrera 23 equipos: todos los UCI ProTeam (al ser obligada su participación); más los Profesionales Continentales del Cofidis, Solutions Crédits, IAM Cycling, Sojasun y Team Europcar. Formando así un pelotón de 184 ciclistas, de 8 corredores cada equipo, de los que acabaron 151. Los equipos participantes fueron:
| ProTeams (19)- AG2R La Mondiale - Argos-Shimano - Astana - Blanco - BMC Racing Team - Cannondale Pro Cycling - Euskaltel-Euskadi - FDJ - Garmin Sharp - Katusha - Lampre-Merida - Lotto-Belisol - Movistar Team - Omega Pharma-Quick Step - Orica-GreenEDGE - RadioShack-Leopard - Saxo-Tinkoff - Sky - Vacansoleil-DCM Equipos continentales profesionales (4)- Cofidis, Solutions Crédits - Team Europcar - IAM Cycling - Sojasun |
| |

## Etapas
La París-Niza 2019 constó de ocho etapas, repartidas en un prórrogo individual, dos etapas llanas, tres de media montaña, una etapa de montaña y una contrarreloj individual para un recorrido total de 1174 kilómetros.
| Etapa     | Fecha     | Recorrido                              | type                    | Distancia (km) | Ganador          | Líder           |
| --------- | --------- | -------------------------------------- | ----------------------- | -------------- | ---------------- | --------------- |
| Prólogo   | 3 de mar  | Houilles – Houilles                    | prólogo                 | 2,9            | Damien Gaudin    | Damien Gaudin   |
| 1.ª etapa | 4 de mar  | Saint-Germain-en-Laye – Nemours        | etapa llana             | 195            | Nacer Bouhanni   | Nacer Bouhanni  |
| 2.ª etapa | 5 de mar  | Vimory – Cérilly                       | etapa llana             | 200,5          | Marcel Kittel    | Elia Viviani    |
| 3.ª etapa | 6 de mar  | Châtelguyon – Brioude                  | etapa escarpada         | 170,5          | Andrew Talansky  | Andrew Talansky |
| 4.ª etapa | 7 de mar  | Brioude – Saint-Vallier                | etapa de media montaña  | 170,5          | Michael Albasini | Andrew Talansky |
| 5.ª etapa | 8 de mar  | Châteauneuf-du-Pape – Montagne de Lure | etapa de montaña        | 176            | Richie Porte     | Richie Porte    |
| 6.ª etapa | 9 de mar  | Manosque – Niza                        | etapa de media montaña  | 220            | Sylvain Chavanel | Richie Porte    |
| 7.ª etapa | 10 de mar | Niza – Col d'Èze                       | contrarreloj individual | 9,6            | Richie Porte     | Richie Porte    |

## Desarrollo de la carrera

### Prólogo
| Houilles - Houilles | prólogo | (2,9 km) |

| \| Clasificación de la etapa \| Clasificación de la etapa \| Clasificación de la etapa \| Clasificación de la etapa \| Clasificación de la etapa \| \| Ciclista \| Ciclista \| Equipo \| Tiempo \| \| \| ------------------------- \| ------------------------- \| ------------------------- \| ------------------------- \| ------------------------- \| \| 1.º \| Damien Gaudin \| Team Europcar \| 3 min 37 s \| \| \| 2.º \| Sylvain Chavanel \| Omega Pharma-Quick Step \| + 1 s \| \| \| 3.º \| Lieuwe Westra \| Vacansoleil-DCM \| + 1 s \| \| \| 4.º \| Wilco Kelderman \| Blanco \| + 2 s \| \| \| 5.º \| Geoffrey Soupe \| FDJ \| + 2 s \| \| \| 6.º \| Peter Velits \| Omega Pharma-Quick Step \| + 3 s \| \| \| 7.º \| Tony Gallopin \| RadioShack-Leopard \| + 3 s \| \| \| 8.º \| Borut Božič \| Astana \| + 3 s \| \| \| 9.º \| Sébastien Turgot \| Team Europcar \| + 4 s \| \| \| 10.º \| Andri Hrivko \| Astana \| + 5 s \| \| |                  |                         |            |
| |                  |                         |            |
| |                  |                         |            |
| Clasificación de la etapa |                  |                         |            |
| Ciclista | Ciclista         | Equipo                  | Tiempo     |
| 1.º | Damien Gaudin    | Team Europcar           | 3 min 37 s |
| 2.º | Sylvain Chavanel | Omega Pharma-Quick Step | + 1 s      |
| 3.º | Lieuwe Westra    | Vacansoleil-DCM         | + 1 s      |
| 4.º | Wilco Kelderman  | Blanco                  | + 2 s      |
| 5.º | Geoffrey Soupe   | FDJ                     | + 2 s      |
| 6.º | Peter Velits     | Omega Pharma-Quick Step | + 3 s      |
| 7.º | Tony Gallopin    | RadioShack-Leopard      | + 3 s      |
| 8.º | Borut Božič      | Astana                  | + 3 s      |
| 9.º | Sébastien Turgot | Team Europcar           | + 4 s      |
| 10.º | Andri Hrivko     | Astana                  | + 5 s      |

| \| Clasificación general \| Clasificación general \| Clasificación general \| Clasificación general \| Clasificación general \| \| Ciclista \| Ciclista \| Equipo \| Tiempo \| \| \| --------------------- \| --------------------- \| ----------------------- \| --------------------- \| --------------------- \| \| 1.º \| Damien Gaudin \| Team Europcar \| 3 min 37 s \| \| \| 2.º \| Sylvain Chavanel \| Omega Pharma-Quick Step \| + 1 s \| \| \| 3.º \| Lieuwe Westra \| Vacansoleil-DCM \| + 1 s \| \| \| 4.º \| Wilco Kelderman \| Blanco \| + 2 s \| \| \| 5.º \| Geoffrey Soupe \| FDJ \| + 2 s \| \| \| 6.º \| Peter Velits \| Omega Pharma-Quick Step \| + 3 s \| \| \| 7.º \| Tony Gallopin \| RadioShack-Leopard \| + 3 s \| \| \| 8.º \| Borut Božič \| Astana \| + 3 s \| \| \| 9.º \| Sébastien Turgot \| Team Europcar \| + 4 s \| \| \| 10.º \| Andri Hrivko \| Astana \| + 5 s \| \| |                  |                         |            |
| |                  |                         |            |
| |                  |                         |            |
| Clasificación general |                  |                         |            |
| Ciclista | Ciclista         | Equipo                  | Tiempo     |
| 1.º | Damien Gaudin    | Team Europcar           | 3 min 37 s |
| 2.º | Sylvain Chavanel | Omega Pharma-Quick Step | + 1 s      |
| 3.º | Lieuwe Westra    | Vacansoleil-DCM         | + 1 s      |
| 4.º | Wilco Kelderman  | Blanco                  | + 2 s      |
| 5.º | Geoffrey Soupe   | FDJ                     | + 2 s      |
| 6.º | Peter Velits     | Omega Pharma-Quick Step | + 3 s      |
| 7.º | Tony Gallopin    | RadioShack-Leopard      | + 3 s      |
| 8.º | Borut Božič      | Astana                  | + 3 s      |
| 9.º | Sébastien Turgot | Team Europcar           | + 4 s      |
| 10.º | Andri Hrivko     | Astana                  | + 5 s      |

### Etapa 1
| Saint-Germain-en-Laye - Nemours | etapa llana | (195 km) |

| \| Clasificación de la etapa \| Clasificación de la etapa \| Clasificación de la etapa \| Clasificación de la etapa \| Clasificación de la etapa \| \| Ciclista \| Ciclista \| Equipo \| Tiempo \| \| \| ------------------------- \| ------------------------- \| ------------------------- \| ------------------------- \| ------------------------- \| \| 1.º \| Nacer Bouhanni \| FDJ \| 4 h 47 min 24 s \| \| \| 2.º \| Alessandro Petacchi \| Lampre-Merida \| + 0 s \| \| \| 3.º \| Elia Viviani \| Cannondale \| + 0 s \| \| \| 4.º \| Jens Debusschere \| Lotto-Belisol \| + 0 s \| \| \| 5.º \| Heinrich Haussler \| IAM Cycling \| + 0 s \| \| \| 6.º \| Mark Renshaw \| Blanco \| + 0 s \| \| \| 7.º \| José Joaquín Rojas \| Movistar Team \| + 0 s \| \| \| 8.º \| Leigh Howard \| Orica-GreenEDGE \| + 0 s \| \| \| 9.º \| Borut Božič \| Astana \| + 0 s \| \| \| 10.º \| Romain Feillu \| Vacansoleil-DCM \| + 0 s \| \| |                     |                 |                 |
| |                     |                 |                 |
| |                     |                 |                 |
| Clasificación de la etapa |                     |                 |                 |
| Ciclista | Ciclista            | Equipo          | Tiempo          |
| 1.º | Nacer Bouhanni      | FDJ             | 4 h 47 min 24 s |
| 2.º | Alessandro Petacchi | Lampre-Merida   | + 0 s           |
| 3.º | Elia Viviani        | Cannondale      | + 0 s           |
| 4.º | Jens Debusschere    | Lotto-Belisol   | + 0 s           |
| 5.º | Heinrich Haussler   | IAM Cycling     | + 0 s           |
| 6.º | Mark Renshaw        | Blanco          | + 0 s           |
| 7.º | José Joaquín Rojas  | Movistar Team   | + 0 s           |
| 8.º | Leigh Howard        | Orica-GreenEDGE | + 0 s           |
| 9.º | Borut Božič         | Astana          | + 0 s           |
| 10.º | Romain Feillu       | Vacansoleil-DCM | + 0 s           |

| \| Clasificación general \| Clasificación general \| Clasificación general \| Clasificación general \| Clasificación general \| \| Ciclista \| Ciclista \| Equipo \| Tiempo \| \| \| --------------------- \| --------------------- \| ----------------------- \| --------------------- \| --------------------- \| \| 1.º \| Nacer Bouhanni \| FDJ \| 4 h 51 min 01 s \| \| \| 2.º \| Damien Gaudin \| Team Europcar \| + 0 s \| \| \| 3.º \| Sylvain Chavanel \| Omega Pharma-Quick Step \| + 1 s \| \| \| 4.º \| Lieuwe Westra \| Vacansoleil-DCM \| + 1 s \| \| \| 5.º \| Elia Viviani \| Cannondale \| + 1 s \| \| \| 6.º \| Alessandro Petacchi \| Lampre-Merida \| + 2 s \| \| \| 7.º \| Wilco Kelderman \| Blanco \| + 2 s \| \| \| 8.º \| Geoffrey Soupe \| FDJ \| + 2 s \| \| \| 9.º \| Peter Velits \| Omega Pharma-Quick Step \| + 3 s \| \| \| 10.º \| Tony Gallopin \| RadioShack-Leopard \| + 3 s \| \| |                     |                         |                 |
| |                     |                         |                 |
| |                     |                         |                 |
| Clasificación general |                     |                         |                 |
| Ciclista | Ciclista            | Equipo                  | Tiempo          |
| 1.º | Nacer Bouhanni      | FDJ                     | 4 h 51 min 01 s |
| 2.º | Damien Gaudin       | Team Europcar           | + 0 s           |
| 3.º | Sylvain Chavanel    | Omega Pharma-Quick Step | + 1 s           |
| 4.º | Lieuwe Westra       | Vacansoleil-DCM         | + 1 s           |
| 5.º | Elia Viviani        | Cannondale              | + 1 s           |
| 6.º | Alessandro Petacchi | Lampre-Merida           | + 2 s           |
| 7.º | Wilco Kelderman     | Blanco                  | + 2 s           |
| 8.º | Geoffrey Soupe      | FDJ                     | + 2 s           |
| 9.º | Peter Velits        | Omega Pharma-Quick Step | + 3 s           |
| 10.º | Tony Gallopin       | RadioShack-Leopard      | + 3 s           |

### Etapa 2
| Vimory - Cérilly | etapa llana | (200,5 km) |

| \| Clasificación de la etapa \| Clasificación de la etapa \| Clasificación de la etapa \| Clasificación de la etapa \| Clasificación de la etapa \| \| Ciclista \| Ciclista \| Equipo \| Tiempo \| \| \| ------------------------- \| ------------------------- \| ------------------------- \| ------------------------- \| ------------------------- \| \| 1.º \| Marcel Kittel \| Argos-Shimano \| 5 h 42 min 18 s \| \| \| 2.º \| Elia Viviani \| Cannondale \| + 0 s \| \| \| 3.º \| Leigh Howard \| Orica-GreenEDGE \| + 0 s \| \| \| 4.º \| Borut Božič \| Astana \| + 0 s \| \| \| 5.º \| Samuel Dumoulin \| AG2R La Mondiale \| + 0 s \| \| \| 6.º \| Gianni Meersman \| Omega Pharma-Quick Step \| + 0 s \| \| \| 7.º \| Romain Feillu \| Vacansoleil-DCM \| + 0 s \| \| \| 8.º \| Jens Debusschere \| Lotto-Belisol \| + 0 s \| \| \| 9.º \| José Joaquín Rojas \| Movistar Team \| + 0 s \| \| \| 10.º \| Tony Gallopin \| RadioShack-Leopard \| + 0 s \| \| |                    |                         |                 |
| |                    |                         |                 |
| |                    |                         |                 |
| Clasificación de la etapa |                    |                         |                 |
| Ciclista | Ciclista           | Equipo                  | Tiempo          |
| 1.º | Marcel Kittel      | Argos-Shimano           | 5 h 42 min 18 s |
| 2.º | Elia Viviani       | Cannondale              | + 0 s           |
| 3.º | Leigh Howard       | Orica-GreenEDGE         | + 0 s           |
| 4.º | Borut Božič        | Astana                  | + 0 s           |
| 5.º | Samuel Dumoulin    | AG2R La Mondiale        | + 0 s           |
| 6.º | Gianni Meersman    | Omega Pharma-Quick Step | + 0 s           |
| 7.º | Romain Feillu      | Vacansoleil-DCM         | + 0 s           |
| 8.º | Jens Debusschere   | Lotto-Belisol           | + 0 s           |
| 9.º | José Joaquín Rojas | Movistar Team           | + 0 s           |
| 10.º | Tony Gallopin      | RadioShack-Leopard      | + 0 s           |

| \| Clasificación general \| Clasificación general \| Clasificación general \| Clasificación general \| Clasificación general \| \| Ciclista \| Ciclista \| Equipo \| Tiempo \| \| \| --------------------- \| --------------------- \| ----------------------- \| --------------------- \| --------------------- \| \| 1.º \| Elia Viviani \| Cannondale \| 10 h 33 min 11 s \| \| \| 2.º \| Sylvain Chavanel \| Omega Pharma-Quick Step \| + 7 s \| \| \| 3.º \| Damien Gaudin \| Team Europcar \| + 8 s \| \| \| 4.º \| Lieuwe Westra \| Vacansoleil-DCM \| + 9 s \| \| \| 5.º \| Alessandro Petacchi \| Lampre-Merida \| + 10 s \| \| \| 6.º \| Wilco Kelderman \| Blanco \| + 10 s \| \| \| 7.º \| Geoffrey Soupe \| FDJ \| + 10 s \| \| \| 8.º \| Peter Velits \| Omega Pharma-Quick Step \| + 11 s \| \| \| 9.º \| Tony Gallopin \| RadioShack-Leopard \| + 11 s \| \| \| 10.º \| Borut Božič \| Astana \| + 11 s \| \| |                     |                         |                  |
| |                     |                         |                  |
| |                     |                         |                  |
| Clasificación general |                     |                         |                  |
| Ciclista | Ciclista            | Equipo                  | Tiempo           |
| 1.º | Elia Viviani        | Cannondale              | 10 h 33 min 11 s |
| 2.º | Sylvain Chavanel    | Omega Pharma-Quick Step | + 7 s            |
| 3.º | Damien Gaudin       | Team Europcar           | + 8 s            |
| 4.º | Lieuwe Westra       | Vacansoleil-DCM         | + 9 s            |
| 5.º | Alessandro Petacchi | Lampre-Merida           | + 10 s           |
| 6.º | Wilco Kelderman     | Blanco                  | + 10 s           |
| 7.º | Geoffrey Soupe      | FDJ                     | + 10 s           |
| 8.º | Peter Velits        | Omega Pharma-Quick Step | + 11 s           |
| 9.º | Tony Gallopin       | RadioShack-Leopard      | + 11 s           |
| 10.º | Borut Božič         | Astana                  | + 11 s           |

### Etapa 3
| Châtelguyon - Brioude | etapa escarpada | (170,5 km) |

| \| Clasificación de la etapa \| Clasificación de la etapa \| Clasificación de la etapa \| Clasificación de la etapa \| Clasificación de la etapa \| \| Ciclista \| Ciclista \| Equipo \| Tiempo \| \| \| ------------------------- \| ------------------------- \| ------------------------- \| ------------------------- \| ------------------------- \| \| 1.º \| Andrew Talansky \| Garmin-Sharp \| 4 h 06 min 15 s \| \| \| 2.º \| Davide Malacarne \| Team Europcar \| + 0 s \| \| \| 3.º \| Gorka Izagirre \| Euskaltel Euskadi \| + 0 s \| \| \| 4.º \| David López García \| Team Sky \| + 0 s \| \| \| 5.º \| Richie Porte \| Team Sky \| + 0 s \| \| \| 6.º \| Romain Bardet \| AG2R La Mondiale \| + 0 s \| \| \| 7.º \| Andri Hrivko \| Astana \| + 0 s \| \| \| 8.º \| Jonathan Hivert \| Sojasun \| + 7 s \| \| \| 9.º \| Enrico Gasparotto \| Astana \| + 7 s \| \| \| 10.º \| Maxime Bouet \| AG2R La Mondiale \| + 7 s \| \| |                    |                   |                 |
| |                    |                   |                 |
| |                    |                   |                 |
| Clasificación de la etapa |                    |                   |                 |
| Ciclista | Ciclista           | Equipo            | Tiempo          |
| 1.º | Andrew Talansky    | Garmin-Sharp      | 4 h 06 min 15 s |
| 2.º | Davide Malacarne   | Team Europcar     | + 0 s           |
| 3.º | Gorka Izagirre     | Euskaltel Euskadi | + 0 s           |
| 4.º | David López García | Team Sky          | + 0 s           |
| 5.º | Richie Porte       | Team Sky          | + 0 s           |
| 6.º | Romain Bardet      | AG2R La Mondiale  | + 0 s           |
| 7.º | Andri Hrivko       | Astana            | + 0 s           |
| 8.º | Jonathan Hivert    | Sojasun           | + 7 s           |
| 9.º | Enrico Gasparotto  | Astana            | + 7 s           |
| 10.º | Maxime Bouet       | AG2R La Mondiale  | + 7 s           |

| \| Clasificación general \| Clasificación general \| Clasificación general \| Clasificación general \| Clasificación general \| \| Ciclista \| Ciclista \| Equipo \| Tiempo \| \| \| --------------------- \| --------------------- \| ----------------------- \| --------------------- \| --------------------- \| \| 1.º \| Andrew Talansky \| Garmin-Sharp \| 14 h 39 min 36 s \| \| \| 2.º \| Andri Hrivko \| Astana \| + 3 s \| \| \| 3.º \| Davide Malacarne \| Team Europcar \| + 3 s \| \| \| 4.º \| Sylvain Chavanel \| Omega Pharma-Quick Step \| + 4 s \| \| \| 5.º \| Gorka Izagirre \| Euskaltel Euskadi \| + 5 s \| \| \| 6.º \| Lieuwe Westra \| Vacansoleil-DCM \| + 6 s \| \| \| 7.º \| Richie Porte \| Team Sky \| + 7 s \| \| \| 8.º \| Peter Velits \| Omega Pharma-Quick Step \| + 8 s \| \| \| 9.º \| David López García \| Team Sky \| + 9 s \| \| \| 10.º \| Jonathan Hivert \| Sojasun \| + 12 s \| \| |                    |                         |                  |
| |                    |                         |                  |
| |                    |                         |                  |
| Clasificación general |                    |                         |                  |
| Ciclista | Ciclista           | Equipo                  | Tiempo           |
| 1.º | Andrew Talansky    | Garmin-Sharp            | 14 h 39 min 36 s |
| 2.º | Andri Hrivko       | Astana                  | + 3 s            |
| 3.º | Davide Malacarne   | Team Europcar           | + 3 s            |
| 4.º | Sylvain Chavanel   | Omega Pharma-Quick Step | + 4 s            |
| 5.º | Gorka Izagirre     | Euskaltel Euskadi       | + 5 s            |
| 6.º | Lieuwe Westra      | Vacansoleil-DCM         | + 6 s            |
| 7.º | Richie Porte       | Team Sky                | + 7 s            |
| 8.º | Peter Velits       | Omega Pharma-Quick Step | + 8 s            |
| 9.º | David López García | Team Sky                | + 9 s            |
| 10.º | Jonathan Hivert    | Sojasun                 | + 12 s           |

### Etapa 4
| Brioude - Saint-Vallier | etapa de media montaña | (170,5 km) |

| \| Clasificación de la etapa \| Clasificación de la etapa \| Clasificación de la etapa \| Clasificación de la etapa \| Clasificación de la etapa \| \| Ciclista \| Ciclista \| Equipo \| Tiempo \| \| \| ------------------------- \| ------------------------- \| ------------------------- \| ------------------------- \| ------------------------- \| \| 1.º \| Michael Albasini \| Orica-GreenEDGE \| 4 h 55 min 41 s \| \| \| 2.º \| Maxim Iglinskiy \| Astana \| + 0 s \| \| \| 3.º \| Peter Velits \| Omega Pharma-Quick Step \| + 0 s \| \| \| 4.º \| Enrico Gasparotto \| Astana \| + 0 s \| \| \| 5.º \| Diego Ulissi \| Lampre-Merida \| + 0 s \| \| \| 6.º \| Andrew Talansky \| Garmin-Sharp \| + 0 s \| \| \| 7.º \| Romain Bardet \| AG2R La Mondiale \| + 0 s \| \| \| 8.º \| Jens Keukeleire \| Orica-GreenEDGE \| + 0 s \| \| \| 9.º \| Andreas Klöden \| RadioShack-Leopard \| + 0 s \| \| \| 10.º \| Xavier Florencio \| Katusha \| + 0 s \| \| |                   |                         |                 |
| |                   |                         |                 |
| |                   |                         |                 |
| Clasificación de la etapa |                   |                         |                 |
| Ciclista | Ciclista          | Equipo                  | Tiempo          |
| 1.º | Michael Albasini  | Orica-GreenEDGE         | 4 h 55 min 41 s |
| 2.º | Maxim Iglinskiy   | Astana                  | + 0 s           |
| 3.º | Peter Velits      | Omega Pharma-Quick Step | + 0 s           |
| 4.º | Enrico Gasparotto | Astana                  | + 0 s           |
| 5.º | Diego Ulissi      | Lampre-Merida           | + 0 s           |
| 6.º | Andrew Talansky   | Garmin-Sharp            | + 0 s           |
| 7.º | Romain Bardet     | AG2R La Mondiale        | + 0 s           |
| 8.º | Jens Keukeleire   | Orica-GreenEDGE         | + 0 s           |
| 9.º | Andreas Klöden    | RadioShack-Leopard      | + 0 s           |
| 10.º | Xavier Florencio  | Katusha                 | + 0 s           |

| \| Clasificación general \| Clasificación general \| Clasificación general \| Clasificación general \| Clasificación general \| \| Ciclista \| Ciclista \| Equipo \| Tiempo \| \| \| --------------------- \| ---------------------- \| ----------------------- \| --------------------- \| --------------------- \| \| 1.º \| Andrew Talansky \| Garmin-Sharp \| 19 h 35 min 17 s \| \| \| 2.º \| Andri Hrivko \| Astana \| + 3 s \| \| \| 3.º \| Peter Velits \| Omega Pharma-Quick Step \| + 4 s \| \| \| 4.º \| Sylvain Chavanel \| Omega Pharma-Quick Step \| + 4 s \| \| \| 5.º \| Gorka Izagirre \| Euskaltel Euskadi \| + 5 s \| \| \| 6.º \| Lieuwe Westra \| Vacansoleil-DCM \| + 6 s \| \| \| 7.º \| Richie Porte \| Team Sky \| + 7 s \| \| \| 8.º \| Maxim Iglinskiy \| Astana \| + 13 s \| \| \| 9.º \| Jean-Christophe Péraud \| AG2R La Mondiale \| + 13 s \| \| \| 10.º \| Bart De Clercq \| Lotto-Belisol \| + 15 s \| \| |                        |                         |                  |
| |                        |                         |                  |
| |                        |                         |                  |
| Clasificación general |                        |                         |                  |
| Ciclista | Ciclista               | Equipo                  | Tiempo           |
| 1.º | Andrew Talansky        | Garmin-Sharp            | 19 h 35 min 17 s |
| 2.º | Andri Hrivko           | Astana                  | + 3 s            |
| 3.º | Peter Velits           | Omega Pharma-Quick Step | + 4 s            |
| 4.º | Sylvain Chavanel       | Omega Pharma-Quick Step | + 4 s            |
| 5.º | Gorka Izagirre         | Euskaltel Euskadi       | + 5 s            |
| 6.º | Lieuwe Westra          | Vacansoleil-DCM         | + 6 s            |
| 7.º | Richie Porte           | Team Sky                | + 7 s            |
| 8.º | Maxim Iglinskiy        | Astana                  | + 13 s           |
| 9.º | Jean-Christophe Péraud | AG2R La Mondiale        | + 13 s           |
| 10.º | Bart De Clercq         | Lotto-Belisol           | + 15 s           |

### Etapa 5
| Châteauneuf-du-Pape - Montagne de Lure | etapa de montaña | (176 km) |

| \| Clasificación de la etapa \| Clasificación de la etapa \| Clasificación de la etapa \| Clasificación de la etapa \| Clasificación de la etapa \| \| Ciclista \| Ciclista \| Equipo \| Tiempo \| \| \| ------------------------- \| ------------------------- \| ------------------------- \| ------------------------- \| ------------------------- \| \| 1.º \| Richie Porte \| Team Sky \| 4 h 50 min 54 s \| \| \| 2.º \| Denís Menshov \| Katusha \| + 26 s \| \| \| 3.º \| Andrew Talansky \| Garmin-Sharp \| + 33 s \| \| \| 4.º \| Tejay van Garderen \| BMC Racing Team \| + 33 s \| \| \| 5.º \| Diego Ulissi \| Lampre-Merida \| + 33 s \| \| \| 6.º \| Lieuwe Westra \| Vacansoleil-DCM \| + 33 s \| \| \| 7.º \| Jean-Christophe Péraud \| AG2R La Mondiale \| + 33 s \| \| \| 8.º \| Nairo Quintana \| Movistar Team \| + 33 s \| \| \| 9.º \| Simon Špilak \| Katusha \| + 33 s \| \| \| 10.º \| Michele Scarponi \| Lampre-Merida \| + 33 s \| \| |                        |                  |                 |
| |                        |                  |                 |
| |                        |                  |                 |
| Clasificación de la etapa |                        |                  |                 |
| Ciclista | Ciclista               | Equipo           | Tiempo          |
| 1.º | Richie Porte           | Team Sky         | 4 h 50 min 54 s |
| 2.º | Denís Menshov          | Katusha          | + 26 s          |
| 3.º | Andrew Talansky        | Garmin-Sharp     | + 33 s          |
| 4.º | Tejay van Garderen     | BMC Racing Team  | + 33 s          |
| 5.º | Diego Ulissi           | Lampre-Merida    | + 33 s          |
| 6.º | Lieuwe Westra          | Vacansoleil-DCM  | + 33 s          |
| 7.º | Jean-Christophe Péraud | AG2R La Mondiale | + 33 s          |
| 8.º | Nairo Quintana         | Movistar Team    | + 33 s          |
| 9.º | Simon Špilak           | Katusha          | + 33 s          |
| 10.º | Michele Scarponi       | Lampre-Merida    | + 33 s          |

| \| Clasificación general \| Clasificación general \| Clasificación general \| Clasificación general \| Clasificación general \| \| Ciclista \| Ciclista \| Equipo \| Tiempo \| \| \| --------------------- \| ---------------------- \| ----------------------- \| --------------------- \| --------------------- \| \| 1.º \| Richie Porte \| Team Sky \| 24 h 26 min 08 s \| \| \| 2.º \| Andrew Talansky \| Garmin-Sharp \| + 32 s \| \| \| 3.º \| Lieuwe Westra \| Vacansoleil-DCM \| + 42 s \| \| \| 4.º \| Jean-Christophe Péraud \| AG2R La Mondiale \| + 49 s \| \| \| 5.º \| Tejay van Garderen \| BMC Racing Team \| + 52 s \| \| \| 6.º \| Sylvain Chavanel \| Omega Pharma-Quick Step \| + 53 s \| \| \| 7.º \| Simon Špilak \| Katusha \| + 53 s \| \| \| 8.º \| Diego Ulissi \| Lampre-Merida \| + 54 s \| \| \| 9.º \| Michele Scarponi \| Lampre-Merida \| + 54 s \| \| \| 10.º \| Peter Velits \| Omega Pharma-Quick Step \| + 56 s \| \| |                        |                         |                  |
| |                        |                         |                  |
| |                        |                         |                  |
| Clasificación general |                        |                         |                  |
| Ciclista | Ciclista               | Equipo                  | Tiempo           |
| 1.º | Richie Porte           | Team Sky                | 24 h 26 min 08 s |
| 2.º | Andrew Talansky        | Garmin-Sharp            | + 32 s           |
| 3.º | Lieuwe Westra          | Vacansoleil-DCM         | + 42 s           |
| 4.º | Jean-Christophe Péraud | AG2R La Mondiale        | + 49 s           |
| 5.º | Tejay van Garderen     | BMC Racing Team         | + 52 s           |
| 6.º | Sylvain Chavanel       | Omega Pharma-Quick Step | + 53 s           |
| 7.º | Simon Špilak           | Katusha                 | + 53 s           |
| 8.º | Diego Ulissi           | Lampre-Merida           | + 54 s           |
| 9.º | Michele Scarponi       | Lampre-Merida           | + 54 s           |
| 10.º | Peter Velits           | Omega Pharma-Quick Step | + 56 s           |

### Etapa 6
| Manosque - Niza | etapa de media montaña | (220 km) |

| \| Clasificación de la etapa \| Clasificación de la etapa \| Clasificación de la etapa \| Clasificación de la etapa \| Clasificación de la etapa \| \| Ciclista \| Ciclista \| Equipo \| Tiempo \| \| \| ------------------------- \| ------------------------- \| ------------------------- \| ------------------------- \| ------------------------- \| \| 1.º \| Sylvain Chavanel \| Omega Pharma-Quick Step \| 5 h 14 min 23 s \| \| \| 2.º \| Philippe Gilbert \| BMC Racing Team \| + 0 s \| \| \| 3.º \| José Joaquín Rojas \| Movistar Team \| + 0 s \| \| \| 4.º \| Samuel Dumoulin \| AG2R La Mondiale \| + 0 s \| \| \| 5.º \| Tony Gallopin \| RadioShack-Leopard \| + 0 s \| \| \| 6.º \| Julien Simon \| Sojasun \| + 0 s \| \| \| 7.º \| Borut Božič \| Astana \| + 0 s \| \| \| 8.º \| Heinrich Haussler \| IAM Cycling \| + 0 s \| \| \| 9.º \| Jonathan Hivert \| Sojasun \| + 0 s \| \| \| 10.º \| Alberto Losada \| Katusha \| + 0 s \| \| |                    |                         |                 |
| |                    |                         |                 |
| |                    |                         |                 |
| Clasificación de la etapa |                    |                         |                 |
| Ciclista | Ciclista           | Equipo                  | Tiempo          |
| 1.º | Sylvain Chavanel   | Omega Pharma-Quick Step | 5 h 14 min 23 s |
| 2.º | Philippe Gilbert   | BMC Racing Team         | + 0 s           |
| 3.º | José Joaquín Rojas | Movistar Team           | + 0 s           |
| 4.º | Samuel Dumoulin    | AG2R La Mondiale        | + 0 s           |
| 5.º | Tony Gallopin      | RadioShack-Leopard      | + 0 s           |
| 6.º | Julien Simon       | Sojasun                 | + 0 s           |
| 7.º | Borut Božič        | Astana                  | + 0 s           |
| 8.º | Heinrich Haussler  | IAM Cycling             | + 0 s           |
| 9.º | Jonathan Hivert    | Sojasun                 | + 0 s           |
| 10.º | Alberto Losada     | Katusha                 | + 0 s           |

| \| Clasificación general \| Clasificación general \| Clasificación general \| Clasificación general \| Clasificación general \| \| Ciclista \| Ciclista \| Equipo \| Tiempo \| \| \| --------------------- \| ---------------------- \| ----------------------- \| --------------------- \| --------------------- \| \| 1.º \| Richie Porte \| Team Sky \| 29 h 40 min 31 s \| \| \| 2.º \| Andrew Talansky \| Garmin-Sharp \| + 32 s \| \| \| 3.º \| Sylvain Chavanel \| Omega Pharma-Quick Step \| + 42 s \| \| \| 4.º \| Lieuwe Westra \| Vacansoleil-DCM \| + 42 s \| \| \| 5.º \| Jean-Christophe Péraud \| AG2R La Mondiale \| + 6 min 49 s \| \| \| 6.º \| Tejay van Garderen \| BMC Racing Team \| + 52 s \| \| \| 7.º \| Peter Velits \| Omega Pharma-Quick Step \| + 53 s \| \| \| 8.º \| Simon Špilak \| Katusha \| + 53 s \| \| \| 9.º \| Diego Ulissi \| Lampre-Merida \| + 54 s \| \| \| 10.º \| Andri Hrivko \| Astana \| + 1 min 06 s \| \| |                        |                         |                  |
| |                        |                         |                  |
| |                        |                         |                  |
| Clasificación general |                        |                         |                  |
| Ciclista | Ciclista               | Equipo                  | Tiempo           |
| 1.º | Richie Porte           | Team Sky                | 29 h 40 min 31 s |
| 2.º | Andrew Talansky        | Garmin-Sharp            | + 32 s           |
| 3.º | Sylvain Chavanel       | Omega Pharma-Quick Step | + 42 s           |
| 4.º | Lieuwe Westra          | Vacansoleil-DCM         | + 42 s           |
| 5.º | Jean-Christophe Péraud | AG2R La Mondiale        | + 6 min 49 s     |
| 6.º | Tejay van Garderen     | BMC Racing Team         | + 52 s           |
| 7.º | Peter Velits           | Omega Pharma-Quick Step | + 53 s           |
| 8.º | Simon Špilak           | Katusha                 | + 53 s           |
| 9.º | Diego Ulissi           | Lampre-Merida           | + 54 s           |
| 10.º | Andri Hrivko           | Astana                  | + 1 min 06 s     |

### Etapa 7
| Niza - Col d'Èze | contrarreloj individual | (9,6 km) |

| \| Clasificación de la etapa \| Clasificación de la etapa \| Clasificación de la etapa \| Clasificación de la etapa \| Clasificación de la etapa \| \| Ciclista \| Ciclista \| Equipo \| Tiempo \| \| \| ------------------------- \| ------------------------- \| ------------------------- \| ------------------------- \| ------------------------- \| \| 1.º \| Richie Porte \| Team Sky \| 19 min 16 s \| \| \| 2.º \| Andrew Talansky \| Garmin-Sharp \| + 23 s \| \| \| 3.º \| Nairo Quintana \| Movistar Team \| + 27 s \| \| \| 4.º \| Jean-Christophe Péraud \| AG2R La Mondiale \| + 32 s \| \| \| 5.º \| Tejay van Garderen \| BMC Racing Team \| + 52 s \| \| \| 6.º \| Simon Špilak \| Katusha \| + 55 s \| \| \| 7.º \| Diego Ulissi \| Lampre-Merida \| + 1 min 00 s \| \| \| 8.º \| Michele Scarponi \| Lampre-Merida \| + 1 min 03 s \| \| \| 9.º \| Sylvain Chavanel \| Omega Pharma-Quick Step \| + 1 min 05 s \| \| \| 10.º \| Ion Izagirre \| Euskaltel Euskadi \| + 1 min 47 s \| \| |                        |                         |              |
| |                        |                         |              |
| |                        |                         |              |
| Clasificación de la etapa |                        |                         |              |
| Ciclista | Ciclista               | Equipo                  | Tiempo       |
| 1.º | Richie Porte           | Team Sky                | 19 min 16 s  |
| 2.º | Andrew Talansky        | Garmin-Sharp            | + 23 s       |
| 3.º | Nairo Quintana         | Movistar Team           | + 27 s       |
| 4.º | Jean-Christophe Péraud | AG2R La Mondiale        | + 32 s       |
| 5.º | Tejay van Garderen     | BMC Racing Team         | + 52 s       |
| 6.º | Simon Špilak           | Katusha                 | + 55 s       |
| 7.º | Diego Ulissi           | Lampre-Merida           | + 1 min 00 s |
| 8.º | Michele Scarponi       | Lampre-Merida           | + 1 min 03 s |
| 9.º | Sylvain Chavanel       | Omega Pharma-Quick Step | + 1 min 05 s |
| 10.º | Ion Izagirre           | Euskaltel Euskadi       | + 1 min 47 s |

## Clasificaciones

### Clasificación general
| \| Clasificación general \| Clasificación general \| Clasificación general \| Clasificación general \| Clasificación general \| \| Ciclista \| Ciclista \| Equipo \| Tiempo \| \| \| --------------------- \| ---------------------- \| ----------------------- \| --------------------- \| --------------------- \| \| 1.º \| Richie Porte \| Team Sky \| 29 h 59 min 47 s \| \| \| 2.º \| Andrew Talansky \| Garmin-Sharp \| + 55 s \| \| \| 3.º \| Jean-Christophe Péraud \| AG2R La Mondiale \| + 1 min 21 s \| \| \| 4.º \| Tejay van Garderen \| BMC Racing Team \| + 1 min 44 s \| \| \| 5.º \| Sylvain Chavanel \| Omega Pharma-Quick Step \| + 1 min 47 s \| \| \| 6.º \| Simon Špilak \| Katusha \| + 1 min 48 s \| \| \| 7.º \| Diego Ulissi \| Lampre-Merida \| + 1 min 54 s \| \| \| 8.º \| Lieuwe Westra \| Vacansoleil-DCM \| + 2 min 17 s \| \| \| 9.º \| Andreas Klöden \| RadioShack-Leopard \| + 2 min 22 s \| \| \| 10.º \| Peter Velits \| Omega Pharma-Quick Step \| + 2 min 28 s \| \| |                        |                         |                  |
| |                        |                         |                  |
| Fuente: ProCyclingStats |                        |                         |                  |
| Clasificación general |                        |                         |                  |
| Ciclista | Ciclista               | Equipo                  | Tiempo           |
| 1.º | Richie Porte           | Team Sky                | 29 h 59 min 47 s |
| 2.º | Andrew Talansky        | Garmin-Sharp            | + 55 s           |
| 3.º | Jean-Christophe Péraud | AG2R La Mondiale        | + 1 min 21 s     |
| 4.º | Tejay van Garderen     | BMC Racing Team         | + 1 min 44 s     |
| 5.º | Sylvain Chavanel       | Omega Pharma-Quick Step | + 1 min 47 s     |
| 6.º | Simon Špilak           | Katusha                 | + 1 min 48 s     |
| 7.º | Diego Ulissi           | Lampre-Merida           | + 1 min 54 s     |
| 8.º | Lieuwe Westra          | Vacansoleil-DCM         | + 2 min 17 s     |
| 9.º | Andreas Klöden         | RadioShack-Leopard      | + 2 min 22 s     |
| 10.º | Peter Velits           | Omega Pharma-Quick Step | + 2 min 28 s     |

### Clasificación por puntos
| Clasificación por puntos | Clasificación por puntos | Clasificación por puntos | Clasificación por puntos | Clasificación por puntos |
| Ciclista                 | Ciclista                 | Equipo                   | Puntos                   |                          |
| ------------------------ | ------------------------ | ------------------------ | ------------------------ | ------------------------ |
| 1.º                      | Sylvain Chavanel         | Omega Pharma-Quick Step  | 88 pts                   |                          |
| 2.º                      | Andrew Talansky          | Garmin-Sharp             | 83 pts                   |                          |
| 3.º                      | Richie Porte             | Team Sky                 | 68 pts                   |                          |
| 4.º                      | Borut Božič              | Astana                   | 60 pts                   |                          |
| 5.º                      | Elia Viviani             | Cannondale               | 55 pts                   |                          |
| 6.º                      | Diego Ulissi             | Lampre-Merida            | 55 pts                   |                          |
| 7.º                      | Peter Velits             | Omega Pharma-Quick Step  | 50 pts                   |                          |
| 8.º                      | Lieuwe Westra            | Vacansoleil-DCM          | 46 pts                   |                          |
| 9.º                      | José Joaquín Rojas       | Movistar Team            | 46 pts                   |                          |
| 10.º                     | Tejay van Garderen       | BMC Racing Team          | 43 pts                   |                          |

### Clasificación de la montaña
| Clasificación de la montaña | Clasificación de la montaña | Clasificación de la montaña | Clasificación de la montaña | Clasificación de la montaña |
| Ciclista                    | Ciclista                    | Equipo                      | Puntos                      |                             |
| --------------------------- | --------------------------- | --------------------------- | --------------------------- | --------------------------- |
| 1.º                         | Johann Tschopp              | IAM Cycling                 | 64 pts                      |                             |
| 2.º                         | Richie Porte                | Team Sky                    | 27 pts                      |                             |
| 3.º                         | Thierry Hupond              | Argos-Shimano               | 24 pts                      |                             |
| 4.º                         | Thomas Voeckler             | Team Europcar               | 17 pts                      |                             |
| 5.º                         | Cyril Lemoine               | Sojasun                     | 14 pts                      |                             |
| 6.º                         | Andrew Talansky             | Garmin-Sharp                | 14 pts                      |                             |
| 7.º                         | Yegor Silin                 | Astana                      | 13 pts                      |                             |
| 8.º                         | Arnold Jeannesson           | FDJ                         | 11 pts                      |                             |
| 9.º                         | Simon Clarke                | Orica-GreenEDGE             | 11 pts                      |                             |
| 10.º                        | Jens Voigt                  | RadioShack-Leopard          | 11 pts                      |                             |

### Clasificación de los jóvenes
| Clasificación del mejor joven | Clasificación del mejor joven | Clasificación del mejor joven | Clasificación del mejor joven | Clasificación del mejor joven |
| Ciclista                      | Ciclista                      | Equipo                        | Tiempo                        |                               |
| ----------------------------- | ----------------------------- | ----------------------------- | ----------------------------- | ----------------------------- |
| 1.º                           | Andrew Talansky               | Garmin-Sharp                  | 3 h 00 min 42 s               |                               |
| 2.º                           | Tejay van Garderen            | BMC Racing Team               | + 49 s                        |                               |
| 3.º                           | Diego Ulissi                  | Lampre-Merida                 | + 59 s                        |                               |
| 4.º                           | Nairo Quintana                | Movistar Team                 | + 2 min 25 s                  |                               |
| 5.º                           | Romain Bardet                 | AG2R La Mondiale              | + 6 min 13 s                  |                               |
| 6.º                           | Dominik Nerz                  | BMC Racing Team               | + 13 min 33 s                 |                               |
| 7.º                           | Yegor Silin                   | Astana                        | + 13 min 42 s                 |                               |
| 8.º                           | Tony Gallopin                 | RadioShack-Leopard            | + 15 min 48 s                 |                               |
| 9.º                           | Daniele Ratto                 | Cannondale                    | + 18 min 13 s                 |                               |
| 10.º                          | Ion Izagirre                  | Euskaltel Euskadi             | + 22 min 41 s                 |                               |

### Clasificación por equipos
| Clasificación por equipos | Clasificación por equipos  | Clasificación por equipos | Clasificación por equipos |
| Equipo                    | Equipo                     | Tiempo                    |                           |
| ------------------------- | -------------------------- | ------------------------- | ------------------------- |
| 1.º                       | Katusha                    | 90 h 06 min 49 s          |                           |
| 2.º                       | AG2R La Mondiale           | + 1 min 23 s              |                           |
| 3.º                       | RadioShack-Leopard         | + 3 min 38 s              |                           |
| 4.º                       | Astana                     | + 3 min 40 s              |                           |
| 5.º                       | Cofidis, Solutions Crédits | + 4 min 25 s              |                           |
| 6.º                       | Omega Pharma-Quick Step    | + 6 min 08 s              |                           |
| 7.º                       | BMC Racing Team            | + 8 min 57 s              |                           |
| 8.º                       | Sky                        | + 14 min 52 s             |                           |
| 9.º                       | Saxo-Tinkoff               | + 23 min 28 s             |                           |
| 10.º                      | Euskaltel-Euskadi          | + 35 min 29 s             |                           |

## Evolución de las clasificaciones
| Etapa (Vencedor)               | Clasificación general | Clasificación por puntos | Clasificación de la montaña | Clasificación de los jóvenes | Clasificación por equipos |
| ------------------------------ | --------------------- | ------------------------ | --------------------------- | ---------------------------- | ------------------------- |
| Prólogo (CRI) (Damien Gaudin)  | Damien Gaudin         | Damien Gaudin            | no se entregó               | Wilco Kelderman              | Omega Pharma-Quick Step   |
| 1.ª etapa (Nacer Bouhanni)     | Nacer Bouhanni        | Sylvain Chavanel         | Bert-Jan Lindeman           | Nacer Bouhanni               | Omega Pharma-Quick Step   |
| 2.ª etapa (Marcel Kittel)      | Elia Viviani          | Elia Viviani             | Bert-Jan Lindeman           | Elia Viviani                 | Omega Pharma-Quick Step   |
| 3.ª etapa (Andrew Talansky)    | Andrew Talansky       | Elia Viviani             | Martijn Keizer              | Andrew Talansky              | Astana                    |
| 4.ª etapa (Michael Albasini)   | Andrew Talansky       | Elia Viviani             | Johann Tschopp              | Andrew Talansky              | Astana                    |
| 5.ª etapa (Richie Porte)       | Richie Porte          | Andrew Talansky          | Johann Tschopp              | Andrew Talansky              | Katusha                   |
| 6.ª etapa] (Sylvain Chavanel)  | Richie Porte          | Sylvain Chavanel         | Johann Tschopp              | Andrew Talansky              | Katusha                   |
| 7.ª etapa (CRI) (Richie Porte) | Richie Porte          | Sylvain Chavanel         | Johann Tschopp              | Andrew Talansky              | Katusha                   |
| Final                          | Richie Porte          | Sylvain Chavanel         | Johann Tschopp              | Andrew Talansky              | Katusha                   |